# Stegolaria geniculata
Stegolaria geniculata is een hydroïdpoliep uit de familie Tiarannidae. De poliep komt uit het geslacht Stegolaria. Stegolaria geniculata werd in 1888 voor het eerst wetenschappelijk beschreven door Allman. 